# Tvrtko Švob
Tvrtko Švob (* 4. Juli 1917 in Zagreb; † 3. Juli 2008 ebenda) war ein jugoslawischer bzw. kroatischer Biologe.

## Leben
Tvrtko Švob wurde im Unabhängigen Staat Kroatien wegen antifaschistischer Aktivitäten vom Studium ausgeschlossen und mehrmals inhaftiert. Er schloss sich als Sanitäter und Veterinär der Jugoslawischen Volksbefreiungsarmee an. Nach dem Ende des Zweiten Weltkrieges konnte er sein Studium der Veterinärmedizin an der Universität Zagreb fortsetzen, das er mit Promotion abschloss. Neben der Veterinärmedizin beschäftigte er sich auch mit verschiedenen Spezialgebieten der Biologie, nämlich der Morphophysiologie, Genetik, Ichthyologie und Anthropologie.
1959 wurde er Dozent an der Universität Sarajevo, 1962 außerordentlicher Professor und 1968 ordentlicher Professor. Er publizierte zahlreiche Bücher und Aufsätze. 1977 trat er seinen Ruhestand an, lehrte aber noch an der neugegründeten Universität Tuzla. Zuletzt lebte er viele Jahre lang in Zagreb.
Tvrtko Švob war verheiratet mit der Biologin Melita Švob (* 1931).
Er starb am Tag vor seinem 91. Geburtstag und wurde auf dem Mirogoj-Friedhof beigesetzt.

## Werke
- Mužjak i ženka (Männchen und Weibchen), 1956
- Biologija (Biologie), 1970
- mit Aleksandar Milojković und Petar Mandić: Biološki, medicinski i pedagoško-psihološki aspekti seksualnosti (Biologische, medizinische und pädagogisch-psychologische Aspekte der Sexualität), 1972
- Život, čovjek i društvo. Eseji iz biologije i antropologije (Leben, Mensch und Gesellschaft. Essays aus Biologie und Anthropologie), 1973
- Das Röntgenbild des Verdauungstraktes der Wirbeltiere und des Fischskeletts, 1974 (deutsche Übersetzung der Dissertation)
- Čovjek i njegova nasljednost. Uvod u humanu genetiku (Der Mensch und seine Vererbung. Einführung in die Humangenetik), 1979
- Osnove opće i humane genetike (Grundlagen der allgemeinen Genetik und Humangenetik), 1990, ISBN 86-03-99104-9
- Milenijski mitovi mržnje. Biološka kritika rasizma (Jahrtausend-Mythos Hass. Eine biologische Kritik des Rassismus), 1995, ISBN 953-188-030-1
- Izvori individualnosti. Antropološki eseji (Quellen der Individualität. Anthropologische Essays), 2001, ISBN 953-203-064-6
- Ideologija i biologija (Ideologie und Biologie), 2002, ISBN 953-7015-03-3
- Između ideja i stvarnosti. Autobiografski fragmenti (Zwischen Ideen und Tatsachen. Autobiographische Fragmente), 2006